# A hobbit (filmsorozat)
A hobbit (The Hobbit) egy, J. R. R. Tolkien azonos című művén és annak folytatása, A Gyűrűk Ura függelékein alapuló új-zélandi-brit-amerikai fantasy-kalandfilmsorozat Peter Jackson rendezésében. A sorozatnak három része van: A hobbit: Váratlan utazás (The Hobbit: An Unexpected Journey), A hobbit: Smaug pusztasága (The Hobbit: The Desolation of Smaug) és A hobbit: Az öt sereg csatája (The Hobbit: The Battle of the Five Armies). A filmeket egyéves eltéréssel, 2012-től 2014-ig mutatták be.
A forgatókönyvet Jackson, Fran Walsh és Philippa Boyens, valamint eredetileg a sorozat rendezőjének kiválasztott Guillermo del Toro írták. A Gyűrűk Ura filmtrilógia stábjának számos tagja dolgozott A hobbiton, többek között Howard Shore zeneszerző, Alan Lee és John Howe látványtervezők és Andrew Lesnie vezető operatőr. A főszereplőket Sir Ian McKellen, Martin Freeman, Richard Armitage, Benedict Cumberbatch, Lee Pace, Luke Evans, Evangeline Lilly és Aidan Turner játsszák. A sorozat Középföldén, a Tolkien által kreált fikcionális világ fő kontinensén játszódik hatvan évvel A Gyűrűk Ura kezdete előtt.
A hobbit sorozat, amely A Gyűrűk Ura előzményét képezi, Tolkien azonos című regényének adaptációja, de a cselekmény számos eleme, többek között a Fehér Tanács, Sauron feltámadása és Azog, az első film fő antagonistája, a folytatás függelékeiből származik.

## Szereplők
- Sir Ian McKellen mint Szürke Gandalf (Gandalf the Grey) (magyar hangja Bács Ferenc)
- Martin Freeman mint a fiatal Zsákos Bilbó (young Bilbo Baggins) (magyar hangja Görög László)
- Richard Armitage mint II. "Tölgypajzsos" Thorin (Thorin II "Oakenshield") (magyar hangja Széles Tamás)
- Benedict Cumberbatch mint Smaug (Smaug) (magyar hangja Haás Vander Péter) és Sauron (Sauron) hangja
- Lee Pace mint Thranduil (Thranduil) (magyar hangja Hujber Ferenc)
- Luke Evans mint Bard (Bard) (magyar hangja Szabó Máté)
- Evangeline Lilly mint Tauriel (Tauriel) (magyar hangja Németh Borbála)
- Aidan Turner mint Kili (Kili) (magyar hangja Szatory Dávid)
- Orlando Bloom mint Legolas (Legolas) (magyar hangja Rékasi Károly)
- Manu Bennett mint Azog, a Pusztító (Azog the Defiler)
- Cate Blanchett mint Galadriel (Galadriel) (magyar hangja Kovács Nóra)
- Sir Christopher Lee mint Fehér Saruman (Saruman the White) (magyar hangja Reviczky Gábor)
- Hugo Weaving mint Elrond (Elrond) (magyar hangja Rosta Sándor)
- Sylvester McCoy mint Barna Radagast (Radagast the Brown) (magyar hangja Harsányi Gábor)
- Ken Stott mint Balin (Balin) (magyar hangja Botár Endre)
- Billy Connoly mint II. "Vaslábú" Dáin (Dain II "Ironfoot") (magyar hangja Gesztesi Károly)
- Andy Serkis mint Gollam (Gollum) (magyar hangja Láng Balázs)
- Sir Ian Holm mint az idős Zsákos Bilbó (old Bilbo Baggins) (magyar hangja Fodor Tamás)
- Elijah Wood mint Zsákos Frodó (Frodo Baggins) (magyar hangja Csőre Gábor)
- Lawrence Makoare és John Tui mint Bolg (Bolg)
- Graham McTavish mint Dwalin (Dwalin) (magyar hangja Epres Attila)
- Deen O'Gorman mint Fili (Fili) (magyar hangja Seder Gábor)
- John Callen mint Óin (Oin) (magyar hangja Forgács Gábor)
- Peter Hambleton mint Glóin (Gloin) (magyar hangja Kőszegi Ákos)
- Mark Hadlow mint Dori (Dori) (magyar hangja Kassai Károly)
- Jed Brophy mint Nori (Nori) (magyar hangja Benkő Péter)
- Adam Brown mint Ori (Ori) (magyar hangja Takátsy Péter)
- James Nesbitt mint Bofur (Bofur) (magyar hangja Zámbori Soma)
- William Kircher mint Bifur (Bifur) (magyar hangja Papucsek Vilmos)
- Stephen Hunter mint Bombur (Bombur) (magyar hangja Barabás Kiss Zoltán)
- Thomas Robins, Mike Mizrahi és Ser Antony Sher mint Thráin (Thrain)
- Mikael Persbrandt mint Beorn (Beorn)
- Stephen Fry mint Tóváros Ura (The Master of Lake-town)
- Ryan Gage mint Talpnyaló Alfrid (Alfrid Lickspittle) (magyar hangja Kaszás Gergő)
- Barry Humphries mint a Nagy Goblin (the Great Goblin) (magyar hangja Koroknay Géza)
- William Kircher mint Tom (Tom) (magyar hangja Bolba Tamás)
- Mark Hadlow mint Bert (Bert) (magyar hangja Bácskai János)
- Peter Hambleton mint William (William) (magyar hangja Bolla Róbert)

## Cselekmény
|  | Alább a cselekmény részletei következnek! |

### Váratlan utazás
Hosszú idővel a főszereplő, Zsákos Bilbó kalandjai előtt Középfölde északkeleti részén aranykorát élte Erebor törp-királysága. Thrór király a Magányos Hegybe épített erődjének és az annak kapui előtt fekvő emberváros, Suhatag, lakói az északi világ leggazdagabb népe voltak köszönhetően a Hegy mélyéből a törpök által kibányászott kincseknek. Ezen kincsek közül a legértékesebb az Arkenkő, egy nagy, ragyogó, fehér ékkő volt. Thrór a kristályt a Király Ékkövének nevezte, jelként értékelve azt hatalmának felsőbbrendű elrendeltetésére. A törp-király elméjét megfertőzte a Sárkánykór, egy őrület, amely vad vágyat ébresztett benne arany és kincsek iránt. A kórság miatt Thrór felrúgta a törpök és a Thranduil király által uralt bakacsinerdei tündék barátságát. Erebor mesés kincseinek híre végül eljutott az északi sárkányok egyikéhez, Smaughoz is. A nagy tűzsárkány a Magányos Hegyhez repült, elpusztította Suhatag városát, a törpöket pedig kiűzte Ereborból, magának követelve összes kincsüket.
Thranduil Smaug támadásakor érkezett az erődvároshoz az erdőtündék egy seregével, de nem volt hajlandó kockára tenni harcosai életét a sárkány haragja ellen. Erebor népe hazátlanná vált, így Thrór király megkísérelte újra betelepíteni Khazad-dûm ősi, de régen elhagyott törp-birodalmát. Azonban az ekkor már Móriaként ismert Khazad-dûmot orkok légiói foglalták el fajuk leghatalmasabbika, Azog, a Pusztító vezetésével. Az ork-hadúr haragjában megesküdött, hogy véget vet a törp-királyok vérvonalának. A csata közben lefejezte Thrórt, majd megtámadta annak unokáját, Thorint, aki azonban kivédte csapásait egy tölgyfa ágával, majd levágta ellenfele egyik kezét. A törp-sereg ennek láttán visszanyerte harci szellemét, és óriási veszteségek árán legyőzte az orkokat. A kínjában üvöltő Azogot hadnagyai cipelték vissza Móriába, és a törpök később azt hitték, hogy belehalt a sérüléseibe. Az azanulbizari csatát megvívó hatalmas seregnek csak egy törtrésze élte túl a mészárlást, így az ősi birodalom továbbra is az ork-kézen maradt. Erebor népének maradéka Thorint tette meg királyának, de a törpök hamar elszegényedtek és szétszéledtek Középföldén.
Évtizedekkel az azanulbizari csata után a kényelmes életet élő megyei hobbitot, Zsákos Bilbót Zsáklaknak nevezett otthonában meglátogatja a Mágusok Rendjének egyik tagja, Szürke Gandalf, és egy Thorin által vezetett, rajta kívül még tizenkét törpből álló társaság. Gandalf felfedi, hogy Bilbót betörőként kívánja hozzáadni a csapathoz, amelynek célja Erebor királyságának visszaszerzése. A Szürke Mágus emellett odaad Thorinnak egy térképet a Magányos Hegyről, amely egy, a törp-termekbe vezető titkos ajtót jelez, valamint azon ajtó kulcsát. Bilbó többször is visszautasítja az ajánlatot és nem hajlandó csatlakozni a társasághoz Gandalf győzködése ellenére. A hobbit végül elalszik, másnap reggel pedig otthonát megszokott állapotában találja. Rálel azonban a szerződésre, amelyet Thorin és Gandalf mutattak neki előző este, és mégis úgy dönt, hogy csatlakozik a társasághoz. A tizenhárom törp, Bilbó és Gandalf elindulnak kelet felé.
A keleti Bakacsinerdőben egy másik Mágus, Barna Radagast felfedezi, hogy az erdőt egy sötét varázslat által táplált kórság fertőzi. Házát, Rhosgobelt, egy csapatnyi óriáspók támadja meg, amiket azonban elűz a Barna Mágus varázslata. Mikor látja a támadókat délkelet felé vonulni Rhosgobeltől, Radagast rájön, hogy a Dol Guldur nevű, régen elhagyott erődből jöttek, és óriásnyulak által húzott szánján követi őket.
Gandalf és Thorin vitatkoznak az útvonalról. A Mágus azt javasolja, hogy menjenek el Völgyzugoly tünde-városába, amelynek ura, Elrond, reményei szerint fel tudja fedezni a titkos jeleket Thrór térképén, amelyek elárulják, hogyan lehet kinyitni a Magányos Hegybe vezető rejtett ajtót. A törpkirály heves tündeellenessége miatt ebbe nem egyezik bele, Gandalf pedig elhagyja a társaságot. Este Bilbó Thorin unokaöccseivel, Filivel és Kilivel felfedezi, hogy a csapat pónijainak egy részét ellopta három troll. 
A két törp elküldi a hobbitot, hogy kémlelje ki a bestiák táborát, de azok felfedezik és elfogják. Thorin és követői harcba szállnak a szörnyetegekkel, de azok Bilbót túszként felhasználva kényszerítik a törpöket a fegyverletételre, és elkezdik nyárson megsütni őket. A hobbit a trollok beszédéből rájön, hogy azok a hajnal eljövetelével kővé válnak, ha nem vonulnak vissza földalatti búvóhelyükre, így késlelteti őket. Gandalf megjelenik hajnalban és lerombol egy sziklát, az így keletkezett rés pedig átengedi a felkelő Nap fényét, sziklává változtatva a bestiákat. A társaság ezek után kifosztja a trollok barlanját, ahol találnak két tünde-kardot, Glamdringot és Orchristot, amelyet Gandalf és Thorin vesznek birtokukba, valamint egy szintén tündék által kovácsolt tőrt, amit a Mágus Bilbónak ad.
Megjelenik Barna Radagast, aki Gandalfot keresi, és beszámol mágustársának a Bakacsinerdőt sújtó kórságról és látogatásáról Dol Guldurban, a Varázslat Hegyében. A Barna Mágust az erődben megtámadta egy lidérc, amelyet sikerült visszavernie és elvennie az általa forgatott Morgul-tőrt. Ezután azonban az árnyak közül megjelent Dol Guldur ura, egy Feketemágusnak nevezett boszorkánymester, Radagast pedig elmenekült az erődítményből.
A csapatot megtámadja egy warg, amit ugyan sikerül megölni, de Gandalf kikövetkezteti, hogy a közelben egy ork-horda van, amely a törpökre vadászik. Ori, a legfiatalabb a törpök közül, jelenti, hogy a pónijaik eltűntek. Radagast felajánlja, hogy eltereli az orkokat, amíg a törpöknek sikerül megszökniük. Gandalf ezt némi vita után elfogadja, a Barna Mágus pedig szánján maga után csalja a hordát. Végül az egyik ork észreveszi a társaságot, és halála előtt sikerül jeleznie társainak, akik így megtalálják a csapatot. Gandalf egy alagút rejtett bejáratához vezeti útitársait, miközben tünde-harcosok érkeznek, és lekaszabolják a legtöbb orkot.
Gandalf az alagúton keresztül a Rejtett Völgybe, Völgyzugolyba vezeti a törpöket és a hobbitot. Thorin dühösen reagál a Szürke Mágus önhatalmú szövetkezésére az ellenségeinek tartott tündékkel, de Gandalf lezárja a vitát, és a társaság bevonul a tünde-városba, ahol találkoznak a visszatérő Elrond úrral, aki az orkokat megtámadó csapatot vezette. A tünde-úr Thorin kérésének eleget téve megvizsgálja Thrór térképét, és egy holdrúnákkal írt szöveget talál rajta, amely szerint a rejtekajtó kulcslyukát csak Durin Napján, az ősz utolsó napján napnyugtakor lehet kinyitni. Thorin és Balin izgalmukban felfedik Elrondnak a társaság útjának célját, amit korábban a Szürke Mágus eltitkolt.
A tündék által megtámadott ork-csapat két túlélője, Yazneg és Fimbul, megérkeznek Széltetőre, ahol Azog, a Pusztító fogadja őket. Yazneg jelenti kudarcukat, és megpróbálja a felelősséget támadóikra hárítani, de a vezér megöli. Azog ezután elküldi hírnökeit kihirdetni, hogy vérdíjat tűzött ki Tölgypajzsos Thorin fejére.
Elrond és Gandalf elsétálnak és vitáznak a törpök küldetéséről, míg végül az utóbbi kijelenti, hogy a tünde-úrnak nem áll jogában felelősségre vonnia tetteiért. Elron kijelenti, hogy a Mágusnak nem őneki kell felelnie, és bevezeti a Fehér Tanács tanácskozótermébe, ahol a szervezet két másik tagja, Galadriel, Lothlórien úrnője és Fehér Saruman, a Mágusok Rendjének vezetője, tartózkodnak. A Szürke és Fehér Mágus vitáznak egymással, Saruman pedig nem hajlandó komolyan venni a dol guldur-i Feketemágus által jelentett fenyegetést. Gandalf megmutatja a Tanácsnak a Morgul-tőrt, amelyet az Angmari Boszorkánykirálynak készítettek, és el is temették vele együtt. Saruman szerint azonban nincsen bizonyítékuk arra vonatkozóan, hogy a fegyver a Boszorkánykirály sírjából származik. A tanácskozást megzavarja Elrond egyik tanácsnoka, Lindír, aki jelenti, hogy a törpök és a hobbit elhagyták Völgyzugolyt.
A tizennégy útitárs óriási viharba kerül a Ködhegységben. Később kiderül, hogy a vihar jeleit kettő kőóriás harca kelti, a csapat pedig súlyos veszélybe kerül, Bilbó és Thorin majdnem leesnek egy szakadékba. A társaság végül egy barlangban talál menedéket, ahol lepihennek éjszakára. Amikor társai már aludnak, Bilbó összecsomagol és megpróbálja elhagyni a barlangot a többiek tudta nélkül, de az őrködő Bofur megállítja és megpróbálja maradásra bírni. A hobbit elmagyarázza, hogy Thorin és sokan a többi törp közül gyengének tartják egy ilyen kalandhoz, és ezért ő nem érzi magát a társaság részének. Thorin, mindkettejük tudta nélkül, kihallgatja a beszélgetésüket. Bofur megértő, és elengedi a hobbitot, aki Völgyzugolyba akar menni. Ebben a pillanatban azonban a barlang padlója beomlik, a csapat tagjai pedig bezuhannak a hegyi goblinok alagútrendszerébe, Goblinvárosba. Egy hordányi goblin jelenik meg, akik foglyul ejtik a törpöket, de Bilbónak sikerül észrevétlenül hátramaradnia. A hobbit követni próbálja az útitársait elhurcoló fosztogatókat, de ekkor megjelenik egy goblin, aki megtámadja Bilbót. A küzdők rövid, de heves párbaj után lezuhannak az alagútrendszer alatti szakadékba.
A törpöket fogvatartóik Goblinváros szívébe, a Nagy Goblin trónja elé hurcolják. Az uralkodó kínvallatással fenyegeti őket, amíg Thorin fel nem fedi a kilétét előtte. A Nagy Goblin céloz rá, hogy Azog életben maradt, és informálja a törpkirályt a fejére kitűzött vérdíjról. A goblinok kínzógépeket cipelnek uralkodójuk trónusa elé, majd annak egyik hadnagya felfedezi, hogy Thorin kardja az Orchrist, amitől az orkok rettenetesen félnek. A pánikba esett vezér kiadja a parancsot a törpök megölésére, de megérkezik Gandalf, és kiszabadítja őket. A Szürke Mágus és a törpök megpróbálnak kijutni Goblinváros alagútrendszeréből, de hosszadalmas hajsza után elállja útjukat a Nagy Goblin, és megpróbálja megállítani őket. Gandalf megöli az uralkodót, de a híd, amin állnak, lezuhan annak súlyától. Amint lejutnak az alsóbb szintekre, a Mágus elkezdi kivezetni útitársait a Ködhegységből.
Mélyen Goblinváros alatt, egy föld alatti tó partján Zsákos Bilbó visszanyeri eszméletét, és látja, amint a Gollam nevű teremtmény megöli a goblint, akivel az alagutakban párbajozott. Míg ezt figyeli, a barlang padlóján talál egy aranygyűrűt, és elteszi a zsebébe. Gollam észreveszi, hogy valaki van a barlangban, és észrevétlenül megközelíti Bilbót. A hobbitnak sikerül kordában tartania a teremtményt tünde-tőrével, és megpróbálja meggyőzni, hogy mutassa meg neki a kiutat a hegységből. A beszélgetés folyamán kiderül, hogy Gollam szeret kitalálósdit játszani, és kihívja Bilbót egy játszmára. Megígéri, hogy ha a hobbit nyer, kivezeti őt a barlangrendszerből, de megfenyegeti ellenfelét, hogy ha az veszít, fel fogja falni. Számos találós kérdés után Gollam felmérgesedik és készülődik, hogy a kitalálósdi vége után megegye ellenfelét, de annak utolsó kérdését (amely egy találós kérdés helyett ez: "Mi van a zsebemben?") nem tudja megválaszolni, és így elveszti a játszmát. Dühösen fel akarja venni a "drágaszág"át, egy láthatatlanná tévő aranygyűrűt és megölni a hobbitot, de nem találja a mágikus ékszert megszokott helyén. Végül rájön, hogy a gyűrű a Bilbó zsebében található tárgy, és megtámadja őt. A hobbit ujjára végül véletlenségből rácsúszik a gyűrű, és így láthatatlanná válik. Gollamot követve megtalálja a kiutat a hegyekből.
Gandalf és a tizenhárom törp a Ködhegység keleti oldalán fedezi csak fel, hogy a hobbit elszakadt tőlük. Thorin, aki korábban hallotta, ahogy Bilbó kifejezte a szándékát Bofurnak a társaság elhagyására, kijelenti, hogy a betörő cserbenhagyta őket, és soha többé nem fogják látni. A hobbit, aki láthatatlanul végighallgatta a beszélgetésüket, ennek hatására leveszi az aranygyűrűt, és felfedi magát. Eközben Azog orkjai és wargjai megérkeznek a Ködhegység keleti oldalára, és üldözőbe veszik a törpöket, akiknek útját egy szakadék zárja el. Afelett felmásznak egy fenyőliget fáira, majd megérkeznek üldözőik. A wargok kidöntik a legtöbb fát, amíg csak a szakadékhoz legközelebbi marad épen, amire a társaság összes tagja menekült. Azog felfedi magát, Thorin pedig lerohan az immáron merőlegesen, félig a szakadék felett álló fáról megütközni ellenségével. Az ork-vezér buzogányával leteríti ellenségét, és megparancsolja hadnagyának, Fimbulnak, hogy vágja le a törpkirály fejét. Bilbó kirohan a küzdőtérre és megöli Fimbult, Azog pedig orkokat és wargokat küld rá. A törpök követik a hobbitot, és csata bontakozik ki. Közben megjelennek a Gandalf által hívott óriássasok, és kimentik a társaságot a Szirtfő nevű sziklára. Ott Gandalf meggyógyítja Thorint, a törpök pedig teljesen befogadják maguk közé Bilbót.
Messze keleten, a Magányos Hegyen egy rigó veri az általa elejtett csigák házait egy kongó szürke kőhöz. Erebor arannyal töltött termeiben felébred Smaug, a tűzsárkány, és a testét borító aranytárgyak leperegnek a szeméről.

### Smaug pusztasága
Tizenkét hónappal a Szirtfőre való megérkezés előtt Tölgypajzsos Thorin Brí falujába ér, és megpihen a Pajkos Póni fogadóban. Az ivóban kettő gyanús figura készül megtámadni, de ekkor megérkezik Szürke Gandalf, és beszélgetni kezd Thorinnal. Biztatja, hogy hívja össze a Törpök Hét Seregét és támadja meg Smaugot a Magányos Hegyben. A törpkirály leszögezi, hogy a Hét Sereg vezetői a Király Ékköve, az Arkenkő birtokosának támogatására esküdtek fel, a kristály pedig messze keleten, egy tűzsárkány termeiben található. A Mágus szerint ezért szükségük lesz egy betörőre a küldetéshez.
Zsákos Bilbó kémkedik Azog, a Pusztító ork-hordája után, akik követik a Szirtfőre menekült társaságot. Meglátja az üldözőket, akik már közel vannak útitársainak búvóhelyéhez, de mielőtt elindulna figyelmeztetni őket, egy rettenetes üvöltést hall, aminek hatására az orkok lemenekülnek a hegygerincről, amin lovagoltak, majd egy óriási medvét lát, amely még Azog csapatánál is közelebb van a Szirtfőhöz. Visszaér útitársaihoz és elmondja nekik, hogy mit látott, Gandalf pedig felfedi, hogy tudott az óriásmedvéről. A Szürke Mágus bejelenti, hogy a közelben van egy ház, ahol talán búvóhelyre lelhetnek, odavezeti őket. Mikor a ház kapujában vannak, a medve rájuk ront, de végül sikerül kizárniuk a támadót. Azog orkjai Beorn házától nem messze táboroznak le, de a vezér megtiltja a támadást, mivel nem akar szembeszállni az őrködő medvével. Éjszaka megjelenik fia, Bolg, aki bejelenti, hogy Dol Guldurba hívatta a Feketemágus. Az ork-vezér feldühödik, de ellovagol a Varázslat Hegyére, ahol beszél a Feketemágussal, de az megtiltja neki, hogy folytassa a törpök utáni hajszát, mivel szükség van rá a dol guldur-i orkseregek vezéreként. Azog Bolgot küldi el, hogy folytassa Tölgypajzsos Thorin üldözését.
Másnap a társaság tagjai találkoznak a ház tulajdonosával, Beornnal, egy alakváltóval, aki az általuk korábban látott óriási medvévé tud változni. Kiderül, hogy Beorn népét Azog irtotta ki, aki őt magát is fogságban tartotta és megkínozta. Ezért segít a törpöknek, és ellátja őket készletekkel a Bakacsinerdőn át vezető útjukhoz. Másnap a társaság a Bakacsinerdő tünde-kapujához lovagol, ahonnan gyalog kell folytatniuk az utat. Gandalf itt elhagyja a társaságot hogy kiderítse az igazságot a Feketemágus és a Morgul-tőr mögött.
A tizennégy útitárs behatol a Bakacsinerdőbe. A rengetegben súlyos illúziók gyötrik őket, elvesztik az időérzéküket, és egyszer el is tévednek. Bilbó végül felmászik a fák egyikére, és kideríti, hogy már közel vannak a Magányos Hegyhez. Mire visszatér az ágak közé, szembesül vele, hogy társait erdei óriáspókok ejtették fogva. Sikeresen kiszabadítja őket, de utána elszakad tőlük, amikor megtámadja egy pók, és elveszti az aranygyűrűjét. Mialatt visszaszerzi, erdőtündék egy csapata érkezik a Bakacsinerdő tünde-királyának fia, Legolas, és az uralkodó őrségének kapitánya, Tauriel vezetésével. A tündék lekaszabolják a megmaradt pókokat és foglyul ejtik a törpöket. Bilbó, a gyűrűje által adott láthatatlanságot kihasználva, besurran a tündék és a törpök mögött az Erdei Királyság földalatti termeibe.
A tündék foglyaikat a királyságuk barlangtermeibe vezetik. A legtöbb törpöt bezárják, Thorint viszont a Bakacsinerdő tünde-királya, Thranduil elé vezetik. Thranduil rájön, hogy Thorin küldetésének fő célja az Arkenkő visszaszerzése, és felajánlja segítségét a törpkirálynak cserébe a fehér ékkövekért, amelyeket Thrór még Erebor aranykorában készíttetett számára, de nem volt hajlandó odaadni neki. Thorin durván visszautasítja az ajánlatot, mivel nem hajlandó a népét a sárkány támadásakor cserbenhagyó Thranduillal alkut kötni. A tündekirály őrei elvezetik Thorint a börtönökbe a többi fogolyhoz. A törpök az Erdei Királyságban való raboskodása alatt szerelmi háromszög bontakozik ki Kili, Tauriel és Legolas között.
Bilbó rájön, hogy az erdőtündék királyságainak pincéiben található borraktárakból az üres hordókat egy csapóajtó használatával az Erdei folyóba dobják, ahonnan azokat a víz elviszi rendeltetési helyükre. Nemsokára a hobbit észreveszi, amint Thranduil pohárnoka és börtönparancsnoka lerészegednek és elaludnak a pincében, a börtönparancsnoktól pedig el tudja lopni a törpök celláit nyitó kulcsokat. Kiszabadítja társait, és ráveszi őket, hogy bemásszanak a csapóajtón álló üres hordókba. Közben a Tauriel vezette őrség felfedezi, hogy a törpök elszöktek, és kikövetkezteti menekülésük irányát. Bilbó meghúzza a csapóajtót irányító kart, és így a törpök hordói belegurulnak a folyóba, majd ő is utánuk ugrik. Az Erdei folyón a tündéknek sikerül elzárniuk a folyón épített kaput, majd felkészülnek újra foglyul ejteni a menekülő társaságot. Ekkor megérkezik Bolg ork-hordájával és megtámadja a tündéket és a tőlük menekülő tizennégy útitársat. Kili kinyitja a hordók útját elzáró külső kaput, de közben Bolg megsebesíti egy nyíllal. A törpök sikeresen elmenekülnek az orkok és az erdőtündék elől, miközben azok között véres csata bontakozik ki. Végül Thranduil harcosai visszavonulásra kényszerítik a támadókat, Tauriel és Legolas pedig elfogják Bolg egyik hadnagyát, Narzugot.
Gandalf találkozik Radagasttal az Angmari Boszorkánykirály sírjánál a rhudauri Kopár-felföld barlangjaiban, amit belülről feltörve és üresen találnak. A Szürke Mágus felfedi, hogy a Boszorkányúrén kívül még nyolc sír van a hegy belsejében. Miután kiértek a barlangokból, Gandalf kijelenti, hogy a Gyűrűlidérceket Dol Guldurba hívatta a Feketemágus, aki valójában Sauron, a Másodkor végén legyőzött, de most a világba visszatért Sötét Úr. A Szürke Mágus el akar sietni, hogy figyelmeztesse a társaságot a veszélyről, Radagast azonban ráveszi, hogy menjen el Dol Guldurba és vizsgálja meg az erődöt.
Thranduil, Tauriel és Legolas kihallgatják Narzugot az Erdei Királyság termeiben. Az ork nem hajlandó fontos információkkal szolgálni, de elárulja, hogy Kilit Bolg egy halálos betegséget okozó Morgul-nyíllal találta el. Tauriel feldühödik, és meg akarja ölni a foglyot, de Thranduil elküldi. A tündekirály megígéri Narzugnak, hogy ha elmond mindent, amit tud, szabadon ereszti. Bolg hadnagya céloz Sauron visszatérésére és mocskolódva kijelenti, hogy a tündék világa "el fog égni", mire az erdőtündék királya lefejezi. Ezután Thranduil kijelenti, hogy a gonosz erők mindent meg fognak semmisíteni, ami az útjukba kerül, és lezáratja fiával az Erdei Királyságba vezető összes utat. Mikor Legolas továbbítja a parancsot a kapuőröknek, megtudja, hogy Tauriel elhagyta a tündekirályságot.
A társaság partot ér az Erdei folyó partján annak torkolata előtt. Megjelenik Bard, egy tóvárosi íjász, akit azért küldtek, hogy elszállítsa a tündék hordóit. Balin rövid alkudozás után felbéreli, hogy csempéssze be a tizennégy útitársat Tóvárosba. Mielőtt bevinné a csónakját a tavon épült településbe, a törpök hordóit hallal tölti fel, így elrejtve utasait. Az Erdei folyó partján Legolas megtalálja Taurielt, aki lemészárolta Bolg orkjainak egy részét. Felajánlja, hogy visszaviszi a tündekirályságba, de az őrkapitány visszautasítja, és tovább akarja követni az orkokat, így Legolas végül csatlakozik hozzá. Bolg és ork-hordája megérkezik a helyhez, ahol Bard találkozott a társasággal. Azog fia kikövetkezteti, hogy az üldözöttek átkeltek a tavon.
Bard eléri csónakjával Tóváros vámkapuját. A kapuőr beengedné bármiféle vita nélkül a városba, de megjelenik Tóváros Urának tanácsadója, Talpnyaló Alfrid, és kijelenti, hogy Bard feladata üres hordók elszállítása az Erdei Királyságból, nem pedig halászat. A bürokrata megparancsolja az őt kísérő őröknek, hogy ürítsék ki a hordók tartalmát a tóba. Bard burkoltan megfenyegeti Alfridot, hogy a város szegénységben élő lakói fel fognak lázadni az Úr ellen, ha megtudják, hogy az halakat öntetett vissza a tóba. Alfrid meggondolja magát, és így a tizennégy útitárs észrevétlen marad. Tóváros Ura és Alfrid az előbbi házában beszélnek az Úr által veszélyesnek tartott Bardról és a változások elkerüléséről. Bard házába kíséri a törpöket, ahol Thorin elmondja, hogy Smaug támadása idején Girion, Suhatag Ura, eltalálta a bestiát, és még egy, egy óriási Fekete Nyíllal leadott lövéssel megölhette volna azt. Bard rájön, hogy Thorin Thrór király leszármazottja, de a törpök elszöknek a házából és megpróbálnak fegyvereket lopni az őrség fegyvertárából, ahol felfedezik, és Tóváros Ura elé hurcolják őket. A törpök felfedik küldetésük célját, majd Bard és Thorin versengve próbálják megnyerni a nép szimpátiáját, és végül, miután a törpkirály részt ígért Erebor aranyából a városnak, az Úr támogatásáról biztosítja a társaságot.
A társaság készülődik az elindulásra Tóvárosból, de Thorin nem engedi meg, hogy a sebesült Kili velük tartson a Hegyig. Fili, Óin és Bofur vele maradnak a tavi településen, és Bard házában találnak menedéket. Az így tíztagúra zsugorodott csapat átevez a Hosszú-tavon. A Szürke Mágus és Radagast megérkeznek Dol Guldurba. Gandalf belép a Feketemágus által a rejtőzködés varázslatával ellátott erődbe, és utasítja Radagastot, hogy vigyen hírt a történtekről Galadrielnek. Az építmény belsejében elkezdi feloldani a varázslatot, miközben Azog és hadnagyai hallgatják.
Thorin és követői megérkeznek a Magányos Hegyre. Bilbó felfedezi a törptermek láthatatlan, titkos bejáratát az Erebor nagykapuja mellett álló óriási törpszobor tetején. A törpök azonban nem találják a kulcslyukot naplementéig, így Thorin feladja hitét a küldetésben, mivel a Thrór térképén álló holdrúnák kimondják, hogy "...és Durin Napján az utolsó fény megvilágítja a kulcslyukot." A törpök elindulnak lefelé a Hegyről, és Bilbó egyedül marad a rejtekajtónál. Feljön a Hold, és megvilágít egy helyet az ajtón, ahol megnyílik a kulcslyuk. A hobbit útitársai újra megjelennek, és Thorin kinyitja a bejáratot, majd elmagyarázza a betörőnek, hogy feladata megtalálni az Arkenkövet Smaug kincshalmában.
Gandalf megsemmisíti a rejtőzködés varázslatát, így láthatóvá válnak számára a dol guldur-i orklégiók. Azog megpróbálja megölni a Mágust, de az elszökik. Mielőtt el tudna menekülni, megjelenik a Feketemágus, és párbaj kezdődik a kettő között. Végül Dol Guldur ura leleplezi magát mint Sauron, megsemmisíti Gandalf varázsbotját, és legyőzi ellenfelét.
Bilbó belép Erebor nagytermébe, ahol Smaug felhalmozta a törpöktől elrabolt kincseket. Megpróbálja megkeresni az Arkenkövet, de zaja felébreszti a tűzsárkányt. A hobbit felhúzza a gyűrűjét, és így láthatatlanná válik, de a Smaug jelenlétének lelki nyomása miatt végül leveszi az ékszert. Megpróbálja félrevezetni a sárkányt, amikor az kikérdezi, de Smaug rájön, hogy Tölgypajzsos Thorin küldte be Ereborba, és hogy Tóváros emberei segítették. A Dol Guldurban egy varjúketrecbe bebörtönzött Gandalf látja, amint Sauron ork-légiói elmasíroznak az erődből. Bilbó megpillantja az Arkenkövet, de ebben a pillanatban a sárkány tüzével megpróbálja megölni, így a hobbit kénytelen felhúzni a gyűrűjét és elmenekülni. Bilbó találkozik Thorinnal a termek bejáratánál. A törpkirály követeli az Arkenkövet, nem törődve a veszéllyel, de végül meglátja a sárkányt, és a megérkező többi törppel együtt megpróbál kijutni a Hegyből.
A sárkány zaja lehallatszik Tóvárosba, ahol Bard házában Fili, Óin és Bofur próbálják kezelni az immáron súlyosan beteg Kilit. Bard felfedi, hogy rendelkezik egy Fekete Nyíllal, és elindul fiával, Bainnal együtt a toronyba, ahol az ilyen lövedékek kilövésére képes nyílvető található. Bardot nemsokára letartóztatják az Úr katonái, Bain pedig elrejti a Fekete Nyilat. Bolg orkjai megtámadják az íjász házát, Legolas és Tauriel pedig megjelennek, és harcolnak velük. Bolg rájön, hogy Thorin már elment Tóvárosból, ezért parancsot ad a visszavonulásra. Tauriel meggyógyítja Kilit, miközben Legolas és Bolg harcolnak. Párbajuk végül eldöntetlen marad, Bolg elmenekül, Thranduil fia pedig követi.
A társaság Ereborban nem tud kijutni a Hegyből, ezért Thorin félrevezeti Smaugot, aki így begyújtja a törpök kohóit. A tíz útitárs felolvasztják a sárkány eljövetele előttről a kohókban maradt aranyat, és miközben Smaugot különböző eszközökkel hátráltatják, beleöntik egy óriási szoborformába Erebor nagytermében, majd odacsalják a sárkányt. Thorin és követői szétszedik a szoborformát, így az olvasztott arany kiömlik, és maga alá temeti Smaugot. A sárkány néhány pillanat után kiszabadul a megolvadt nemesfémből, kirohan Erebor nagykapuján, és elindul elpusztítani a törpöknek segítséget nyújtó Tóvárost.

### Az öt sereg csatája
Smaug megtámadja az ellenségeit korábban támogató Tóvárost. A város Ura és Talpnyaló Alfrid a település lakóival nem törődve csónakra szállnak őrségükkel és aranyukkal. A tóvárosi nép menekül, miközben Bard egyedül marad a börtönben, ahová korábban bezárták. Tauriel evakuálni próbálja Bard gyerekeit és a városban maradt négy törpöt, Kilit, Filit, Óint és Bofurt. A sárkány tűzvihart zúdít a városra, pánik tör ki. Az Úr csónakja túlterhelt és a tóba esik róla az arany egy része, így a polgármester, hogy enyhítsen a terhen, vízbe löki Talpnyaló Alfridot. Bardnak sikerül kiszabadulnia a cellájából, és egy íjat, valamint egy tegeznyi nyílvesszőt magához véve felrohan a város harangtornyába, ahonnan megpróbálja lelőni a sárkányt. Többször eltalálja Smaugot, de annak bőre annyira vastag, hogy az egyszerű nyílvesszők nem tudnak rajta áthatolni. Bard fia, Bain, elhagyja a testvéreit szállító csónakot, és elviszi apjának a Fekete Nyilat, egy óriási lövedéket, amellyel a sárkányt meg lehet ölni. Bard nyilai elfogynak, Smaug pedig elpusztítja a harangtorony legtetejét, az íjász fegyverével együtt. Bard kifeszíti az íjhúrját, beilleszti a Fekete Nyilat, amelynek végét fia vállára helyezi. Smaug kijelenti, hogy az íjász nem tudja megmenteni gyermekét a tűztől, majd a harangtorony felé repül. Ebben a pillanatban Bard eltalálja a sárkány páncélszerű bőrén létvő egyetlen rést. Smaug utoljára felrepül, majd lezuhan, porrá zúzva Tóváros Urát és a település egy részét. Bilbó és Glóin észreveszik a sárkány végzetét, Thorin pedig elindul Erebor csarnokaiba.
Másnap reggel Tóváros népének túlélői a Hosszú-tó partján gyülekeznek. Mielőtt a négy törp elindul Erebor felé, Kili szerelmet vall Taurielnek. Megérkezik Legolas, aki elmondja a másik erdőtündének, hogy Bolgot Tóvároson kívül egy wargokból és orkokból álló horda várta, ahonnan északra lovagolt. Továbbá megosztja Tauriel-lel, hogy Bolg orkjai egy régen elhagyott északi ork-erőd, Gundabad jelét viselték. Thranduil király hírnökeinek egyike megérkezik, és továbbítja a tündekirály parancsát, miszerint Legolasnak azonnal vissza kell térnie az Erdei Királyságba, Taurielt viszont száműzték onnan. Legolas visszautasítja a parancsot, és a két erdőtünde ellovagol Gundabadba. Talpnyaló Alfrid kiúszik a Hosszú-tó partjára, ahol megpróbál az Úr helyetteseként parancsolgatni a túlélőknek. Amikor azok egyike visszautasítja, Alfrid megpróbálja megütni, de megérkezik Bard és Bain, akik a földre dobják a bürokratát. Tóváros népe Bardot élteti a sárkány lemészárlása miatt, a közhangulatot kihasználva pedig Alfrid, hogy saját céljait elérje, kikiáltja királynak. Bard ellenkezik, a nép pedig meg akarja lincselni Alfridot, amiért segített az Úrnak menekülni, amikor az cserbenhagyta az egykori város lakóit. A Sárkányölő megmenti a bürokratát, majd felügyeli, amint a túlélők Suhatag városának romjaiba menekülnek. Bolg találkozik apjával, Azoggal, aki a dol guldur-i ork-seregeket vezeti, és beszámol neki a tóvárosi eseményekről. Azog Gundabadba küldi fiát, hogy hozza el a Magányos Hegyhez az erőd légióit.
Fili, Kili, Óin és Bofur megérkeznek Erebor termeibe. Ott találkoznak Bilbóval, aki elmondja nekik, hogy Thorint egy szerinte a Magányos Hegyben lévő kincseshalom okozta őrület kerítette hatalmába, és megpróbálja meggyőzni a négy törpöt, hogy a társaságnak el kell hagynia a Magányos Hegyet. Fili ezt azonban nem veszi figyelembe, és végül mind a négy újonnan érkezett találkozik Thorinnal. A törpkirály ezután elrendeli, hogy követői keressék meg az Arkenkövet, és amikor nem találják meg, kételkedni kezd társai hűségében. Bilbó beszél Balinnal, aki elmondja, hogy Thorin Sárkánykórságban szenved, az arany utáni túlzott sóvárgásban, amely Thrór királyt, Thorin nagyapját az őrületbe kergette. A hobbit megkérdezi, hogy enyhítene-e az Arkenkő a helyzeten, az öreg törp válasza szerint azonban az ékkő csak rosszabbá tenné az őrületet.
Dol Guldur erődjében egy ork készül kivégezni a bebörtönzött Szürke Gandalfot. Megérkezik Galadriel, Lothlórien úrnője, akit Gandalf még mielőtt belépett az erődbe, segítségül hívott Barna Radagaston keresztül, és megöli az orkot, majd ki készül vinni a Mágust az erődből. Ekkor megjelennik a kilenc Gyűrűlidérc, körbevéve a tünde-úrnőt. Megérkezik Elrond, Völgyzugoly ura és Fehér Saruman, a Mágusok Rendje és a Fehér Tanács vezetője. Harc bontakozik ki a Nazgûlok és az utóbbi kettő között, miközben Galadriel meggyógyítja Gandalfot, majd megparancsolja az érkező Radagastnak, hogy vigye el a Varázslat Hegyéről. A Gyűrűlidércek vereséget szenvednek és eltűnnek, de nemsokára az erőd egyik tornyán megjelenik Sauron, a Sötét Úr, akit korábban a Fehér Tanács véglegesen legyőzöttnek hitt. Galadriel a Három Gyűrű egyike, a Nenya hatalmát felhasználva elűzi Sauront, de a párbajban erejének nagy része felőrlődik. A tünde-úrnő megjósolja, hogy a Sötét Úr Középfölde keleti részére fog menekülni. Saruman kijelenti, hogy ő fog foglalkozni a Sauron jelentette fenyegetéssel.
Tauriel és Legolas elérik Gundabadot. A tünde-herceg elmondja, hogy az óriási ork-erőd mögött terül el Angmar ősi birodalma, amely egyszer háborúban állt az Erdei Királysággal. Az erdőtündék elhatározzák, hogy napnyugta után bemennek az erődítménybe. Tóváros elpusztításának túlélői megérkeznek Suhatag romjaiba. Talpnyaló Alfrid meglátja az Erebor nagykapujában égő fáklyákat, amelyeket Thorin állíttatott oda. Az éjszaka folyamán a törpkirály befelaztatja a nyílást, amelyet Smaug használt a Magányos Hegy elhagyására. Reggelre megérkezik Thranduil király hadserege. Az erdőtündék készleteket hoznak a túlélőknek, de fő céljuk az egykor Thrór által az erdőtündék királyának készíttetett, de neki át nem adott kristályok visszaszerzése Thorintól. Bard a háború elkerülése érdekében tárgyalni próbál a törpök vezetőjével, de az nem hajlandó átadni sem Thranduilnak az ékköveket, sem a túlélőknek a korábban megígért részt a kincsből. A tárgyalás kezdete előtt egy holló repül ki a Hegyből. A tündekirály támadást tervez Erebor ellen, Bard pedig a tóvárosiak vezetőjeként szövetkezik vele.
Legolas és Tauriel készülnek bemenni Gundabadba, de ekkor onnan óriási, háborúra tenyésztett denevérek rajai repülnek ki. Ezután megnyílnak az erőd kapui, és előjönnek a légiók, Bolggal az élükön. Az erdőtündék elindulnak figyelmeztetni a Suhatagban lévő embereket. Gandalf elér a városhoz, és megpróbálja meggyőzni Thranduilt és Bardot az Azog seregei jelentette fenyegetésről. A tündekirály azonban Gandalf tanácsa ellenére nem hajlandó félretenni nézeteltéréseit a törpökkel és kitart a támadás mellett. Bilbó kimászik Erebor befalazott kapuján, és Suhatagba megy, ahol találkozik a Szürke Mágussal és a törpök ellenségeinek vezetőivel. A hobbit Thranduilnak és Bardnak adja az Arkenkövet, amelyet megszerzett, még mielőtt menekülnie kellett Smaug elől első alkalommal, amikor a Hegyben volt. Szerinte a tündekirály és a tóvárosiak vezére a követ alkualapnak használhatják, elérve céljaikat, és így a törpöknek nem esik bántódása. Közben Azog rémférgeknek nevezett bestiákkal alagutakat vájat a földbe, amelyeken keresztül seregei hajnalra elérhetik a Magányos Hegyet. Gandalf akarata ellenére és tudta nélkül Bilbó visszaszökik Ereborba
Másnap napkeltekor Thranduil és Bard felsorakoztatják seregeiket a Magányos Hegy előtt, majd megmutatják Thorinnak az Arkenkövet, amelynek visszaadását korábban megnevezett feltételeik teljesítéséhez kötik. Mivel a törpkirály először nem hajlandó elhinni, hogy a neki mutatott ékkő a valódi, Bilbó felfedi az igazságot, mondván, hogy a kristályt a kincsből neki ígért egytizennegyed részként vette el. Thorin le akarja dobni Bilbót a falról, de Gandalf közbelép, így a hobbit le tud menekülni hozzá. Ebben a pillanatban visszaérkezik a holló, amely korábban elrepült Ereborból, Thorin pedig visszautasítja a követeléseket, és háborút választ a tündék és emberek ellen. A Magányos Hegyet körülvevő dombok egyike mögül előmasírozik egy törpsereg Vaslábú Dáin, Thorin unokatestvére vezetésével. Thranduil eléjük vonul hadseregével, majd Dáin követeli, hogy engedjék átkelni a Hegyhez. A tündekirály ezt megtagadja, Gandalf békítési kísérlete eredménytelen marad, a törpök és erdőtündék pedig csatára készülődnek egymás ellen. Ekkor a rémférgek megnyitják alagútjaik száját, a Hegy melletti Hollóbércen tartózkodó Azog zászlójelzésekkel kiadja a parancsot a támadásra, az orkok seregei pedig előjönnek.
Dáin és a tündék egy része megrohamozzák az orkokat, a többi ember és tünde pedig visszavonul Suhatagba. Thorin követői kívánságát megtagadva Erebor biztonságában marad. A romváros falait hamar áttörik Azog óriástrolljai, majd a csata mészárlássá alakul, számos erdőtündét és embert megölnek. A Hegy termeiben Thorin felülkerekedik az őrületén, és követőivel kiront Erebor kapuján. Dáin kimerült törpjeinek harci szelleme újjáéled, az ork-seregek pedig visszaszorulnak. Thorin Filivel, Kilivel és Dwalinnal felmegy a Hollóbércre megölni Azogot. A dombot és az őrtornyot üresen találják, de a törpkirály biztos benne, hogy az ork-vezér ott van, és kiadja a parancsot a keresésre. Legolas és Tauriel megérkeznek Suhatagba, és találkoznak Gandalffal, akit informálnak Bolg seregeiről, amelyek nemsokára elérik a Hollóbércet. A Szürke Mágus kérése ellenére Thranduil nem hajlandó harcosokat küldeni az őrtoronyban tartózkodó törpök figyelmeztetésére. Bilbó ajánlkozik a feladatra, majd a gyűrűjét használva észrevétlenül eljut a dombra. Tauriel elállja a távozni készülő tündekirály útját, és megpróbálja őt kényszeríteni, hogy harcoljon az orkok ellen. Thranduil ellenáll, végül pedig Tauriel és Legolas egyedül mennek fel a Hollóbércre. Ott Bilbó megtalálja Thorint és Dwalint, és figyelmezteti őket Bolg hadseregéről. A törpkirály rájön, hogy Azog csapdát állított nekik az őrtoronyban, de ekkorra már Fili az ork-vezér fogságába esik, aki Thorin szeme láttára ki is végzi. A két erdőtünde felér a Hollóbércre. Megérkezik Bolg a gundabadi sereg előőrsével, majd megtámadja Kilit és Taurielt. Bilbó elveszti eszméletét a csata hevében, majd megkezdődik Thorin és Azog harmadik párbaja. A törpkirály jobban harcol ellenfelénél, ezért az egy befagyott vízesés közepén ráküldi a katonáit. Bolg közben megöli Kilit, Tauriel pedig magával rántja az orkot egy szakadékba. Az esést mindketten túlélik, de Bolg azonnal harcképes, és készülődik az erdőtünde megölésére. Legolas harcba száll Bolggal, miközben Thorin megmenekül az ork-katonák elől, és folytatja párharcát Azoggal, Gundabad légiói pedig megérkeznek a csatába. Az erősítést azonban rögtön megtámadják a Radagast vezette óriássasok Beornnal. Azog hosszadalmas küzdelem után beleesik egy léken a megfagyott vízesés feletti folyóba, de sikerül kiszabadulnia a jég alól. Legolasnak sikerül Bolgot halálosan megsebesítenie, majd az leesik egy szakadékon a megfagyott vízesés lábához. Azog és Thorin megölik egymást, az ork-légiók pedig elvesztik az Öt Sereg Csatáját. A törpkirály elbúcsúzik Bilbótól, bocsánatot kérve tetteiért Erebor kapujánál, majd meghal.
Bilbó elbúcsúzik a társaság megmaradt tagjaitól, majd Gandalffal együtt visszautazik a Megyébe. A hobbitok földjének határán Gandalf elárulja Bilbónak, hogy tud a betörő által talált gyűrűről, a Hatalom Gyűrűinek egyikéről, és figyelmezteti őt a mágikus eszköz veszélyeiről. Amikor Bilbó eléri Hobbitfalvát, szembesül vele, hogy otthona, Zsáklak értéktárgyait elárverezik, mivel a Megyében halottnak nyilvánították. Zsákos végül meg tudja győzni a hobbitokat az igazságról, és újra birtokba veszi Zsáklakot. Hatvan évvel később az idős Bilbó köszönti az őt meglátogató Gandalfot, aki az öreg hobbit 111. születésnapjának megünneplésére érkezett.
|  | Itt a vége a cselekmény részletezésének! |

## Különbségek a forrásanyag és a filmek között
Mivel A hobbit nem rendelkezett elég forrásanyaggal egy filmtrilógia számára, a forgatókönyvírók számos, A Gyűrűk Ura függelékeiben szereplő vagy saját maguk által kitalált elemet használtak annak készítése során.
- Az első film főgonosz szereplője egy, A Gyűrűk Ura függelékeiben szereplő ork-vezér, Azog, a Pusztító. A forrásanyaghoz képest számos változtatást végeztek el történetén: mind a könyvben, mind a filmben ő vezeti az orkokat az azanulbizari csatában és megöli Thrór királyt, de míg a könyvben utána rögtön megöli Dáin, a filmben csak megcsonkítja Thorin. A Váratlan utazás során orkjai üldözik Thorint és társait. Mivel a második filmben Azog parancsolója, a Feketemágusként ismert Sauron Dol Guldurba hívatja, a törpök utáni hajsza vezetését fia, Bolg veszi át. A harmadik filmben Azog vezeti Sauron a Magányos Hegyet megtámadó ork-seregeit, míg a könyvben Bolg a parancsnok, a támadás mögött pedig nem Sauron áll. Bolgot megöli a trilógia zárórészében Legolas, míg a könyvben Beorn végez vele.
- A hobbit filmsorozat bemutatja a Másodkor végén legyőzött Sötét Úr, Sauron, újbóli megerősödését, amelyet J. R. R. Tolkien A Gyűrűk Ura függelékében írt le. Sauron az első két filmben Dol Guldur erődjében bujkál, majd a Smaug pusztasága végén, a forrásanyagtól eltérő módon, bebörtönzi Gandalfot. Ehhez a cselekményszálhoz kapcsolódóan megjelenik a sorozatban A Gyűrűk Ura három szereplője, Fehér Saruman, Galadriel és Barna Radagast is.
- A második és harmadik filmek egyik cselekményszálát, egy szerelmi háromszöget Kili, A Gyűrűk Ura egyik szereplője, Legolas, és egy hozzáadott szereplő, Tauriel között, a forgatókönyvírók adták hozzá a történethez.[1]
- Bard karakterét a forgatókönyvírók kibővítették a könyvekhez képest: Bard a cselekmény sokkal korábbi pontján megjelenve becsempészi a törpöket Tóvárosba, továbbá gyerekei és a tóvárosi vezetéssel folytatott ellenségeskedése is bemutatásra kerül.[2]
- Az Arkenkő a cselekmény fontos elemévé vált a filmekben.
- További szereplők (Thranduil,[3] Beorn,[4] Dáin és Tóváros Ura[5]) is kidolgozásra kerültek.
- A filmtrilógiába bekerült még egy hozzáadott szereplő, Talpnyaló Alfrid.[6]

## Zenéje
A hobbit filmtrilógia zenéjét A Gyűrűk Ura sorozatéhoz hasonlóan Howard Shore kanadai zeneszerző komponálta. A hobbit: Váratlan utazás zenéjét a londoni Abbey Road Studiosban vették fel, az előadó pedig a Londoni Filharmonikus Zenekar volt, a második és harmadik filmekét azonban Wellingtonban adta elő az Új-Zélandi Szimfonikus Zenekar. A Smaug pusztasága és Az öt sereg csatája filmzenéjét Conrad Pope hangszerelte és vezényelte Shore egyéb elfoglaltságai miatt. A Váratlan utazás legdominánsabb témája a "Misty Mountains" című szám, amely számos variációban megismétlődik. A második filmben számos új melódia (a Bakacsinerdő, Thranduil, Tauriel, Tóváros és Smaug témái) mellett megjelenik a Sauront szimbolizáló zene A Gyűrűk Ura trilógiából. A zárófilmben kevés új téma szerepel. Bár a trilógia zenéjének nagy része alatt a kórus csak aláfestésként szolgál, az első filmben szerepel több, J. R. R. Tolkien versein alapuló és a törpöket játszó színészek által előadott dal is. Mindhárom film végefőcíme alatt egy-egy, szólisták által írt és előadott dal hallható (1. film: Song of the Lonely Mountain (Neil Finn), 2. film: I See Fire (Ed Sheeran), 3. film: The Last Goodbye (Billy Boyd)). A filmzenék a normál albumok mellett megjelentek Special Edition kiadásokban is, amelyekben szerepelnek kibővített és hozzáadott számok is.

### Tracklisták

#### Váratlan utazás
Az összes szám szerzője Howard Shore. 
| 1.  | My Dear Frodo | 8:03 |
| 2.  | Old Friends | 5:00 |
| 3.  | An Unexpected Party | 4:08 |
| 4.  | Blunt the Knives (J. R. R. Tolkien versének megzenésítése Stephen Gallagher által, előadják a törpöket játszó színészek) | 1:01 |
| 5.  | Axe or Sword? | 5:59 |
| 6.  | Misty Mountains (J. R. R. Tolkien versének megzenésítése, előadják Richard Armitage és a többi törpöt játszó színészek)  | 1:42 |
| 7.  | The Adventure Begins | 2:06 |
| 8.  | The World is Ahead (tartalmaz elemeket a Misty Mountainsből)                                                             | 2:19 |
| 9.  | An Ancient Enemy | 4:56 |
| 10. | Radagast the Brown | 6:37 |
| 11. | The Trollshaws | 2:08 |
| 12. | Roast Mutton | 4:56 |
| 13. | A Troll-Hoard | 2:38 |
| 14. | The Hill of Sorcery | 3:50 |
| 15. | Warg-Scouts | 3:02 |

Az összes szám szerzője Howard Shore. 
| 1.  | The Hidden Valley                                                                                | 3:50 |
| 2.  | Moon Runes                                                                                       | 3:39 |
| 3.  | The Defiler                                                                                      | 1:14 |
| 4.  | The White Council                                                                                | 9:40 |
| 5.  | Over Hill (tartalmaz elemeket a Misty Mountainsból)                                              | 3:42 |
| 6.  | A Thunder Battle                                                                                 | 3:54 |
| 7.  | Under Hill                                                                                       | 1:54 |
| 8.  | Riddles in the Dark                                                                              | 5:21 |
| 9.  | Brass Buttons                                                                                    | 7:37 |
| 10. | Out of the Frying-Pan                                                                            | 5:55 |
| 11. | A Good Omen                                                                                      | 5:45 |
| 12. | Song of the Lonely Mountain (írta és előadja Neil Finn, tartalmaz elemeket a Misty Mountainsból) | 6:00 |
| 13. | Dreaming of Bag End                                                                              | 1:56 |
| 14. | A Very Respectable Hobbit                                                                        | 1:20 |
| 15. | Erebor                                                                                           | 1:19 |
| 16. | The Dwarf Lords                                                                                  | 2:01 |
| 17. | The Edge of the Wild (tartalmaz elemeket a Misty Mountains ból)                                  |      |

#### Smaug pusztasága
Az összes szám szerzője Howard Shore. 
| 1.  | The Quest for Erebor         | 3:22 |
| 2.  | Wilderland                   | 4:56 |
| 3.  | A Necromancer                | 2:54 |
| 4.  | The House of Beorn           | 4:52 |
| 5.  | Mirkwood                     | 5:31 |
| 6.  | Flies and Spiders            | 9:35 |
| 7.  | The Woodland Realm           | 5:14 |
| 8.  | Feast of Starlight           | 2:48 |
| 9.  | Barrels Out of Bond          | 1:50 |
| 10. | The Forest River             | 5:10 |
| 11. | Bard, a Man of Lake-Town     | 3:18 |
| 12. | The High Fells               | 3:38 |
| 13. | The Nature of Evil           | 3:20 |
| 14. | Protector of the Common Folk | 3:35 |

Az összes szám szerzője Howard Shore. 
| 1.  | Thrice Welcome                              | 3:33 |
| 2.  | Girion, Lord of Dale                        | 4:15 |
| 3.  | Durin's Folk                                | 3:04 |
| 4.  | In the Shadow of the Mountain               | 2:15 |
| 5.  | A Spell of Concealment                      | 3:22 |
| 6.  | On the Doorstep                             | 7:46 |
| 7.  | The Courage of Hobbits                      | 3:00 |
| 8.  | Inside Information                          | 3:48 |
| 9.  | Kingsfoil                                   | 2:25 |
| 10. | A Liar and a Thief                          | 3:41 |
| 11. | The Hunters                                 | 9:55 |
| 12. | Smaug                                       | 6:29 |
| 13. | My Armor Is Iron                            | 5:16 |
| 14. | I See Fire (szerezte és előadja Ed Sheeran) | 5:00 |
| 15. | Beyond the Forest                           | 5:25 |

#### Az öt sereg csatája
Az összes szám szerzője Howard Shore. 
| 1.  | Fire and Water              | 5:57 |
| 2.  | Shores of the Long Lake     | 4:01 |
| 3.  | Beyond Sorrow and Grief     | 4:11 |
| 4.  | Guardians of the Three      | 5:47 |
| 5.  | The Ruins of Dale           | 3:39 |
| 6.  | The Gathering of the Clouds | 5:52 |
| 7.  | Mithril                     | 3:08 |
| 8.  | Bred for War                | 3:19 |
| 9.  | A Thief in the Night        | 4:14 |
| 10. | The Clouds Burst            | 4:12 |
| 11. | Battle for the Mountain     | 4:38 |

Az összes szám szerzője Howard Shore. 
| 1.  | The Darkest Hour                                  | 5:31 |
| 2.  | Sons of Durin                                     | 4:23 |
| 3.  | The Fallen                                        | 4:56 |
| 4.  | Ravenhill                                         | 5:47 |
| 5.  | To the Death                                      | 7:22 |
| 6.  | Courage and Wisdom                                | 5:09 |
| 7.  | The Return Journey                                | 4:16 |
| 8.  | There and Back Again                              | 4:19 |
| 9.  | The Last Goodbye (szerezte és előadja Billy Boyd) | 4:05 |
| 10. | Ironfoot                                          | 6:11 |
| 11. | Dragon-sickness                                   | 3:51 |
| 12. | Thrain                                            | 3:24 |

## A megfilmesítés előzményei
Peter Jackson és Fran Walsh már 1995-ben meg akarták filmesíteni A hobbitot, azt egy trilógia első részeként elképzelve (a másik két rész A Gyűrűk Ura adaptációja lett volna). Harvey Weinstein, Jackson producere, azonban felfedezte, hogy az esetleges adaptáció készítési jogát Saul Zaentz, annak terjesztési jogát azonban a United Artists birtokolta. Végül Jackson A Gyűrűk Ura filmadaptációját készítette el. 2006 szeptemberében a Metro-Goldwyn-Mayer új tulajdonosai és vezetése kifejezték érdeklődésüket A hobbit adaptációjának Jacksonnal és A Gyűrűk Ura filmtrilógia gyártójával, a New Line Cinema-val közös elkészítése iránt.
2005 márciusában Jackson beperelte a New Line-t, állítva, hogy nem kapta meg a neki járó részt a A Gyűrűk Ura: A Gyűrű Szövetségével kapcsolatos számítógépes és videójátékok bevételéből. Konkrét kártalanítás helyett vizsgálatot követelt, amely kiderítette volna, hogy a New Line ténylegesen visszatartott-e neki járó pénzt. Bár rendezni akarta az ügyet még A hobbit adaptációjának elkészítése előtt, úgy gondolta, hogy a New Line az általa nem jelentősnek tartott per ellenére is engedni fogja megfilmesíteni a regényt. A New Line társalapítója, Robert Shaye, azonban bosszús volt a per miatt, és 2007 januárjában kijelentette, hogy az általa kapzsinak tartott Jackson soha többé nem nem fog New Line-filmet rendezni. Az MGM vezetője, Harry Sloan, megállította az adaptáció előkészítését, mivel ő be akarta vonni a filmesítésbe az új-zélandi rendezőt is. 2007 augusztusában Shaye már próbálta helyreállítani kapcsolatát Jacksonnal, mondván, hogy "Nagyon tisztelem és csodálom Petert és szívesen bevonnám valamilyen módon A hobbit megfilmesítésébe.
2007. december 16-án a New Line Cinema és az MGM bejelentették, hogy A hobbitból közösen finanszírozott, kétfilmes adaptáció fog készülni, Jacksonnal executive producerként. A stúdiók filmenként 150 millió amerikai dollárt áldoztak azok készítésére Miután a New Line és a Warner Bros. egyesültek 2008 februárjában, bejelentették, hogy a két film 2011 és 2012 decembereiben fog mozikba kerülni
2008 februárjában a J. R. R. Tolkien hagyatékát kezelő cégek szerződésszegésért és csalásért beperelték a New Line Cinema-t, 220 millió dollár kártérítést követelve A Gyűrűk Ura trilógia bevételéből való elmaradt részesedés fejében. A vád szerint a New Line csak egy egyszeri, 62 500 dolláros összeget fizetett, annak ellenére, hogy a film vetítéséből es a kapcsolódó ajandéktargyak kereskedelméből világszerte 6 milliárd dollár bevétel keletkezett. A követelés szerint a könyv szerzői jogait kezelő alapítványnak és kiadónak korábbi megegyezések értelmében joguk van bármely Tolkien-filmadaptáció hasznának 7,5%-ára. A per egyben A hobbit megfilmesítésének megakadályozására is irányult. Az ügyben 2009 szeptemberében peren kívüli egyezség született, melynek összegét nem hozták nyilvánosságra, a jótékonysági célú Tolkien Trust számláin azonban szerepel egy 24 millió font sterling (valamivel több, mint 38 millió dollár) értékű utalás a New Line Cinema-tól. Becslések szerint ekkora összegű A Gyűrűk Ura sorozat bevételéből a szervezetet megillető rész. Christopher Tolkien, az író fia és hagyatékának kezelője nyilatkozata szerint "A hagyaték kezelői sajnálják, hogy jogi eszközhöz kellett folyamodniuk, ugyanakkor örülnek, hogy a vitát megnyugtató módon sikerült rendezni, és így az Alapítvány megfelelően elláthatja feladatait. A hagyaték kezelői elfogadják, hogy a New Line megkezdheti A hobbit megfilmesítését."

## Forgatókönyvírás és előkészítés
Mivel Peter Jackson nem akarta megrendezni a duológiát, 2008 áprilisában a New Line Cinema és a Metro-Goldwyn-Mayer Guillermo del Toro mexikói filmrendezőt bízták meg a feladattal. Az év augusztusában megkezdődött a filmezés előkészítése és a forgatókönyv megtervezése; del Toro-t, Jacksont, Fran Walsh-ot és Philippa Boyenst pedig szerződtették forgatókönyvíróként. A rendező forgatókönyvírótársaival videókonferenciák segítségével kommunikált és háromhetente Új-Zélandra repült hozzájuk Los Angelesből, ahol az előkészítés egy része zajlott. 2008 novemberében del Toro nyilatkozata szerint a forgatókönyv még folyamatosan változott, mivel ő, Jackson, Walsh és Boyens minden héten valami újat fedeztek fel a történetről. A forgatókönyvírók három hetet a filmek struktúrájának kialakítására áldoztak. 2009 márciusában a duológia cselekményének megtervezése befejeződött, a forgatókönyvírás pedig megkezdődött. A filmezést 2010-re tervezték új-zélandi helyszínekkel, a forgatás közepére pedig egy szünetet időzítettek, amely időt adott volna a második filmhez használt díszletek elkészítésére, del Toro-nak pedig a vágásra. A rendező 2008 novemberében 370 nap hosszúra becsülte a forgatási időt.
Del Toro még 2008 áprilisában bevonta A Gyűrűk Ura trilógia látványtervezőit, John Howe-t és Alan Lee-t, valamint a Weta Workshop vezetőjét, Richard Taylort, az előkészítésbe a korábbi filmekkel való folytonosság elérésének érdekében. A rendező újratervezte volna a vargokat (mivel szerinte "az északi mitológia démoni farkasa nem egy hiénaszerű teremtmény") és a goblinokat, a bakacsinerdei pókokat is másképp kívánta megjeleníteni, mint a Banyapókot. Bár del Toro több színészt is megfontolt A hobbit szerepeire, konkrét szereplőválogatási döntések nem születtek.
Jackson 2009 novemberének végén azt nyilatkozta, hogy A hobbit duológia forgatókönyvét szerinte nem sikerül befejezni 2010 elejéig, a forgatás pedig emiatt az év nyarára fog csúszni, pár hónappal az eredetileg tervezettnél későbbre. 2010. január 22-én Alan Horn executive producer azt nyilatkozta, hogy az első film valószínűleg nem kerül a mozikba 2012 utolsó negyedéig.
A forgatókönyv 2010-es befejezése után a forgatást többször is elhalasztották a Metro-Goldwyn-Mayer pénzügyi problémái miatt. Május 30-án Guillermo del Toro emiatt elhagyta a projektet, bár biztosította készítőit további támogatásáról. Az interneten teóriák jelentek meg az új rendező személyéről: a stúdiók Jacksont akarták, de Neill Blomkamp, Brett Ratner, David Dobkin és David Yates nevei is felmerültek. 2010. június 25-én Jackson már tárgyalásokban állt a stúdiókkal a duológia rendezői pozíciójáról. Október 15-én a New Line Cinema és a Warner Bros. bejelentették, hogy A hobbit forgatása megkezdődik Új-Zélandon 2011 februárjában, Jacksonnal rendezőként.

## Kibővítés trilógiává
A filmsorozatot sokáig duológiaként képzelték el, de a két rész tartalma a forgatókönyvírás és a forgatás során megváltozott. 2006-ban a Metro-Goldwyn-Mayer vezetése kifejezte érdeklődését egy A hobbit és A Gyűrűk Ura eseményei között történő második film iránt. Peter Jackson meg akarta mutatni a Gandalffal és a Fehér Tanáccsal történő eseményeket és Gollam útját Mordorba. Guillermo del Toro a második részt az MGM-hez hasonlóan képzelte el, de később megváltoztatta véleményét, mivel akkor már két részben akarta megfilmesíteni A hobbitot.
Bár A hobbit sorozatot kétrészesnek tervezték a forgatás nagy része alatt, 2012. július 30-án Jackson bejelentette, hogy trilógiává kívánja kibővíteni a duológiát. Nyilatkozata szerint a harmadik film nagy mértékben A Gyűrűk Ura függelékeiben található forrásanyagon fog alapulni, és kevés kiegészítő filmezést fog igénybe venni. Az év augusztusában második filmnek a Smaug pusztasága, míg a harmadiknak a There and Back Again nevet adták. 2014. április 24-én a harmadik filmet átnevezték Az öt sereg csatájára.

## Szereplőválogatás
2010 októberének elején a Warner Bros. bejelentette, hogy Martin Freeman fogja játszani a trilógia címszereplőjét, Zsákos Bilbót. A sorozat producerei már korábban ajánlatot tettek a szerepre a brit színésznek, de ő a Sherlock brit televíziós sorozat készítéséhez kapcsolódó kötelezettségei miatt kénytelen volt azt elutasítani. Freeman beválogatásáról Peter Jackson rendező azt nyilatkozta, hogy "A szerep körüli spekulációk ellenére számunkra mindig is csak egyetlen Zsákos Bilbó létezett. Csak néhányszor történik meg egy karrier során, hogy találkozol egy színésszel, akiről tudod, hogy egy szerep eljátszására született, de ez az eset áll fenn amióta csak megismertem Martin Freemant. Ő intelligens, vicces, meglepő és bátor – pontosan mint Bilbó, és elképzelhetetlenül büszke vagyok arra, hogy bejelenthetem: ő a mi hobbitunk."
Október folyamán a Tölgypajzsos Thorin által vezetett tizenhárom törp közül hetet játszó színész csatlakozott a projekthez: Richard Armitage (Tölgypajzsos Thorin), Graham McTavish (Dwalin), Aidan Turner (Kili), Mark Hadlow (Dori), John Callen (Óin), Stephen Hunter (Bombur) és Peter Hambleton (Glóin). Jackson szerint "Richard [Armitage] napjaink egyik legizgalmasabb és legdinamikusabb színésze és mindannyian tudjuk, hogy kiválóan fogja alakítani Tölgypajzsos Thorint. Alig várjuk, hogy elkezdhessük vele ezt a kalandot és nagyon szerencsésnek érezzük magunkat, hogy Középfölde egyik legkedveltebb szereplője ilyen jó kezekben van." 2010. november 1-jén a rendező megerősítette, hogy James Nesbitt és a mozivásznon első alkalommal megjelenő Adam Brown csatlakoztak a szereplőgárdához mint Bifur és Ori.
2010. december 7-én bejelentették, hogy további színészeket választottak ki a trilógia szerepeire: A Gyűrűk Ura színészei közül elsőként A hobbit sorozat szereplőgárdájához csatlakozó Cate Blanchettet (Galadriel), Sylvester McCoyt (Barna Radagast), Mikael Persbrandtot (Beorn), William Kircher (Bifur), Ken Stott (Balin) és a Jackson számos korábbi filmjében, köztük A Gyűrűk Ura trilógia mindhárom részében is megjelenő Jed Brophyt (Nori). 2011 januárjában bejelentésre került, hogy Elijah Wood Sir Ian McKellen és Andy Serkis meg fognak jelenni A Gyűrűk Urában játszott szerepeikben, mint Zsákos Frodó, Szürke Gandalf és Gollam. Serkis később a filmsorozat második forgatási stábjának rendezője is lett.
2011. január 11-én megerősítésre került, hogy Sir Cristopher Lee meg fog jelenni a sorozatban, újra eljátszva A Gyűrűk Urában megformált szereplőjét, Fehér Sarumant. Az idős színész korábban azt nyilatkozta, hogy bár szeretne játszani A hobbitban, kora miatt nem tudna Új-Zélandra utazni a forgatásra. Lee játékát végül a londoni Pinewood Studiosban vették fel.
2011. április 22-én Jackson a Facebookon keresztül megerősítette, hogy Ian Holm csatlakozott a projekthez az öreg Zsákos Bilbó szerepében. A filmezés előkészítésének korai szakaszában Guillermo del Toro, a sorozat eredeti rendezője, kifejezte érdeklődését abban, hogy Holm játssza a fiatal Bilbót, de elfogadta hogy a brit színész kora esetleg nem engedheti meg neki a munkát egy fizikailag ennyire igénybe vevő szerepen. 2011. január 10-én a Deadline Reporter tudósítása szerint Holm már tárgyalásokban állt a stúdióval esetleges játékáról mint a fiatal Zsákos Bilbó.
Az év áprilisának végén Jackson bejelentette két további színész, Lee Pace (Thranduil) és Dean O'Gorman (Fili) beválogatását. Korábban Thranduil szerepét Doug Jones amerikai színészhez kapcsolták, O'Gorman pedig a Fili szerepére korábban szerződést aláírt, de a projektet április 24-én "személyes okokból" elhagyott Rob Kazinskyt pótolta. 2011. május 1-én megerősítették A Gyűrűk Ura szereplőgárdájának egyik tagja, Hugo Weaving visszatérését Elrond szerepébe.
2011. május 19-én bejelentették Stephen Fry és Ryan Gage a projekthez való csatlakozását Tóváros Ura és Talpnyaló Alfrid szerepeiben. Gage-et 2010 decemberében Zsákos Drogó szerepére választották ki, de annyira meggyőzte a rendezőt képességeiről, hogy az rábízta Alfrid sokkal nagyobb szerepét.
2011 júniusában megerősítésre került, hogy további színészeket választottak ki a sorozat szerepeire: Luke Evanst (Bard), Evangeline Lillyt (Tauriel), Barry Humphriest (a Nagy Goblin) és Benedict Cumberbatchet (Smaug és a Feketemágus).
Billy Connolly 2012. február 9-én csatlakozott a projekthez mint II. "Vaslábú" Dáin.

## Produkció
A hobbit sorozat elsődleges forgatása 2011. március 21-én kezdődött Új-Zélandon. A filmezésre a wellingtoni Stone Street Studios és új-zélandi külső helyszínek mellett a Pinewood Studiost is használták, ahol Sir Christopher Lee játékát vették fel. A forgatást három blokkra osztották fel, amelyek közötti szünetekben a vágás és a vizuális effektusok egy része került elvégzésre. Az első és leghosszabb fázis 2011 februárjától júliusáig, a második augusztus végétől decemberig, míg a harmadik 2012 februárjától az év júliusáig tartott. Az elsődleges forgatás 2012. július 6-án fejeződött be, 266 napnyi filmezés után. 2013 májusában kezdődött el a tíz hétig tartó kiegészítő forgatás, amely során a második és harmadik filmek egy részét vették fel. A hobbit filmezését két forgatási stáb végezte, az egyiket Peter Jackson rendező, a másodikat az elsődleges forgatás során Andy Serkis, míg a kiegészítő forgatás során Christian Rivers, a második stáb rendezői vezették. Jackson a sorozat készítését dokumentáló videóblogjainak egy része a forgatást mutatja be.

## Díszletek és külső helyszínek
A hobbit sorozatot a wellingtoni Stone Street Studiosban, a londoni Pinewood Studiosban és új-zélandi külső helyszíneken forgatták.
Egyes díszleteket (Hobbitfalvát, Suhatagot és Beorn házát) külső helyszíneken, másokat (Zsáklak beltere; Völgyzugoly, a Bakacsinerdő és Dol Guldur részei; Tóváros és a Bríi "Pajkos Póni" fogadó) a stúdióban építették meg. Zsáklaknak A Gyűrűk Ura trilógiában látott verziója jelenik meg A hobbitban, de a látványtervezők kiegészítették a díszletet hozzáadott helyiségekkel. Völgyzugolyt szintén kibővítették a Fehér Tanács és a holdrúnák elolvasásának jeleneteihez használt helyszínekkel. Míg A Gyűrűk Ura sorozat forgatása után Hobbitfalva Matamata-ban épített díszletét elpusztították, az előzményhez használt turistaattrakcióként került használatba. A külső helyszíneken vagy stúdióban felépített díszleteket esetenként digitálisan egészítették ki. A bakacsinerdei tündekirályságot és Koboldvárost komplexitásuk miatt teljesen digitálisan alkották meg.
Külső helyszínek listája:
| Pontos forgatási helyszín | Nagyobb terület Új-Zélandon | Fiktív helyszín a filmekben |
| ------------------------- | --------------------------- | --------------------------- |
| Aratiatia-i vízerőmű      | Taupo                       | Erdei folyó                 |
| Braemar                   | Tekapo                      | Tóváros                     |
| Canaan Downs              | Takaka                      | Tóváros                     |
| Denize Bluffs             | Mangaotaki                  | Trolldombok                 |
| Earnslaw Burn             | Mount Aspiring nemzeti park | Anduin-völgy                |
| Matamata                  | Waikato                     | Hobbitfalva                 |
| Paradise                  | Otago                       | Beorn háza                  |
| Pelorus-folyó             | Marlborough                 | Erdei folyó                 |
| Speargrass-síkság         | Otago                       | Suhatag                     |

## Technológia és vizuális effektusok
A hobbit trilógiát 3D-ben filmezték Red Epic kamerákkal, az ezen eszközöknél alapértelmezett 5K felbontást használva. Az anyagot a Red Epic kamerákba beilleszthető 128 GB-os SSD meghajtókra vették fel. A filmek 48 képkocka/másodperc vetítési sebességgel (az általánosan használt 24 képkocka/másodperc kétszeresével) kerültek a mozikba, amely technológia számos kritikusnál negatív reakciót váltott ki.
A sorozat készítése során a vizuális effektusok kiemelt fontosságot kaptak. Gollam és Smaug karakterei digitálisan lettek megalkotva, Andy Serkis és Benedict Cumberbatch motion capture játékát a mozdulatokhoz, John Howe és Alan Lee látványtervezők rajzait pedig a megjelenéshez alapul véve. Két fontos helyszín, az Erdei Királyság és Koboldváros majdnem teljes egészében számítógépes technikával kerültek kialakításra, némely további díszletet pedig vizuális effektusokkal egészítettek ki. A wargok és trollokok, továbbá az orkok nagy része szintén digitális teremtmény. A vizuális effektusokat a Joe Letteri által vezetett Weta Digital készítette.

## Megjelenése
A hobbit: Váratlan utazás előbemutatójára 2012. november 28-án került sor Wellingtonban, Új-Zéland fővárosában. A film általános megjelenésének dátuma 2012. december 12. volt Új-Zélandon, december 13. az Egyesült Királyságban és Európa legnagyobb részén és december 14. az Amerikai Egyesült Államokban. A 169 perc (2 óra és 49 perc) hosszú Váratlan utazás 1 milliárd amerikai dollárra rúgó bevétele meghaladta mind A Gyűrű Szövetségéét, mind A két toronyét.
A hobbit: Smaug pusztasága előbemutatóját 2013. december 2-án tartották meg Los Angelesben, a film pedig 2013. december 11-től jelent meg a mozikban világszerte. A trilógia zárófilmjét, A hobbit: Az öt sereg csatáját eredetileg 2014 júliusában mutatták volna be, de a premiert eltolták öt hónappal, miután bejelentették, hogy az X-Men: Az eljövendő múlt napjai bemutatóját ugyanezen napra időzítették. Az előbemutatóra végül december 1-én került sor, a film pedig december 10-től került a mozikba.
A hobbit: Váratlan utazást 2013 márciusában adták ki DVD és Blu-ray lemezeken. Ugyanazon év július 7-én az eladott termékek száma már meghaladta a 3 milliót csak az Egyesült Államokban, 29 527 413 amerikai dollárnyi bevételt produkálva. A sorozat második részét ugyanilyen formátumban 2014. április 7-én adták ki az Egyesült Királyságban, míg egy nappal később az Egyesült Államokban.

## Stáb
- Peter Jackson, rendező[106]
- Peter Jackson,[107] Philippa Boyens,[108] Fran Walsh[109] és Guillermo del Toro,[110] forgatókönyvírók
- Peter Jackson,[111] Carolynne Cunningham,[112] Fran Walsh[113] és Zane Weiner,[114] producerek
- Alan Horn, Toby Emmerich, Ken Kamins és Carolyn Blackwood, executive producerek
- Philippa Boyens[115] és Eileen Moran, társproducerek
- Howard Shore, zeneszerző
- Conrad Pope, hangszerelő (2. és 3. film)
- Andrew Lesnie, vezető operatőr
- Jabez Olssen, vágó
- Dan Hennah, gyártásvezető
- John Howe és Alan Lee, látványtervezők
- Ann Maskrey[116] és Richard Taylor, jelmeztervezők
- Ra Vincent, díszlettervező
- Joe Letteri, vizuális effektusok felelőse[94]
- Andy Serkis, rendező (második forgatási stáb)

## Bővített változatok
Az első két film bővített változatait tizenegy hónappal a bemutató után adták ki DVD és Blu-ray formátumban. A hobbit: Váratlan utazás bővített változata 13, míg a második filmé 25 percnyi, a mozikban nem látott anyagot tartalmaz. A bővített vagy hozzáadott részeket az eredeti változatban nem hallott zenei aláfestéssel látták el. Az első film bővített jelenetei, például Thranduil és Thorin ellentéteinek eredete vagy Gandalf és Saruman vitája a törpök Hét Gyűrűjéről, csak kis fontossággal rendelkeztek a cselekmény szempontjából. A Smaug pusztaságának kiegészítései azonban sokkal nagyobb jelentőséggel bírnak, és az egyik cselekményszál látványosan kibővül Thráin karakterének a második filmbe való bevonásával.

## Fogadtatás

### Kritikai fogadtatás
A hobbit sorozat filmjei vegyes értékelést érdemeltek ki a kritikusoktól, A Gyűrűk Ura trilógiával való összehasonlítás terén pedig rosszul teljesítettek. A második filmet számos kritikus jobbnak tartotta az elsőnél. Az öt sereg csatáját dicsérték az előző két filmnél rövidebb hosszáért.
A hobbit trilógia webes értékelései:
| Film                | Rotten Tomatoes    | Metacritic       | CinemaScore |
| ------------------- | ------------------ | ---------------- | ----------- |
| Váratlan utazás     | 64% (270 vélemény) | 58 (40 vélemény) | A           |
| Smaug pusztasága    | 74% (215 vélemény) | 66 (44 vélemény) | A-          |
| Az öt sereg csatája | 60% (193 vélemény) | 59 (45 vélemény) | A-          |

### Bevétel
| Film                | Megjelenés dátuma  | Bevétel                    | Helyezés a legmagasabb bevételű filmek listáján | Költségvetés    | Forráshivatkozás        |
| ------------------- | ------------------ | -------------------------- | ----------------------------------------------- | --------------- | ----------------------- |
| Váratlan utazás     | 2012. december 12. | $1 017 003 568             | #18                                             | $200 millió     | [ 131 ] [ 132 ] [ 133 ] |
| Smaug pusztasága    | 2013. december 13. | $958 366 855               | #25                                             | $225 millió     | [ 132 ] [ 134 ] [ 135 ] |
| Az öt sereg csatája | 2014. december 11. | $573 622 000 (még változó) | eldöntetlen                                     | $250 millió     | [ 136 ]                 |
| Összesen            | Összesen           | $2 548 992 423             |                                                 | kb. $745 millió |                         |

### Díjak és jelölések
A díjak és jelölések listája nem teljes.

#### Váratlan utazás
- Oscar-díj-jelölés – legjobb smink – Peter King, Rick Findlater és Tami Lane[137]
- Oscar-díj-jelölés – legjobb vizuális effektusok – Joe Letteri, Eric Saindon, David Clayton és R. Christopher White[137]
- Oscar-díj-jelölés – legjobb látványtervezés – Dan Hennah, Ra Vincent és Simon Bright[137]
- BAFTA-díj-jelölés – legjobb smink – Peter King, Richard Taylor és Rick Findlater[138]
- BAFTA-díj-jelölés – legjobb vizuális effektusok – Joe Letteri, Eric Saindon, David Clayton és R. Christopher White[138]
- BAFTA-díj-jelölés – legjobb hang – Chris Ward, Tony Johnson, Michael Semanick, Brent Burge, Christopher Boyes és Michael Hedges[138]
- MTV Movie Awards – legjobb hős – Martin Freeman[139]
- MTV Movie Awards – legjobb ránk-hozta-a-frászt alakítás – Martin Freeman[139]
- Empire-díj – legjobb sci-fi/fantasy[140]
- Empire-díj – legjobb színész – Martin Freeman[140]
- Empire-díj jelölés – legjobb film[140]
- Empire-díj jelölés – legjobb rendező – Peter Jackson[140]
- Empire-díj jelölés – legjobb 3D[140]

#### Smaug pusztasága
- Oscar-díj-jelölés – legjobb vizuális effektusok – Joe Letteri, Eric Saindon, David Clayton és Eric Reynolds[141]
- Oscar-díj-jelölés – legjobb hangkeverés – Christopher Boyes, Michael Hedges, Michael Semanick és Tony Johnson[141]
- Oscar-díj-jelölés – legjobb hangvágás – Brent Burge és Chris Ward[141]
- BAFTA-díj-jelölés – legjobb smink – Peter King, Richard Taylor és Rick Findlater[142]
- BAFTA-díj-jelölés – legjobb vizuális effektusok – Joe Lettery, Eric Saindon, David Clayton és Eric Reynolds[142]
- MTV Movie Awards – legjobb küzdelmi jelenet – Orlando Bloom és Evangeline Lilly[143]
- MTV Movie Awards-jelölés – legjobb film[143]
- MTV Movie Awards-jelölés – legjobb hős – Martin Freeman[143]
- MTV Movie Awards-jelölés – legjobb átalakulás – Orlando Bloom[143]
- Empire-díj – legjobb sci-fi/fantasy[144]
- Empire-díj – legjobb debütálás – Aidan Turner[144]
- Empire-díj-jelölés – legjobb film[144]
- Empire-díj-jelölés – legjobb rendező – Peter Jackson[144]
- Empire-díj-jelölés – legjobb színész – Martin Freeman[144]
- Empire-díj-jelölés – legjobb mellékszereplő (férfi kategória) – Richard Armitage[144]
- Empire-díj-jelölés – legjobb mellékszereplő (női kategória) – Evangeline Lilly[144]

#### Az öt sereg csatája
- Oscar-díj (döntés függőben) – legjobb hangeffekt – Brent Burge és Jason Canovas[145]
- BAFTA-díj (döntés függőben) – legjobb vizuális effektusok – Joe Letteri, Eric Saindon, David Clayton, R. Christopher White[146]

## Fordítás
Ez a szócikk részben vagy egészben  a   The Hobbit (film series) című angol Wikipédia-szócikk fordításán alapul.  Az eredeti cikk szerkesztőit annak laptörténete sorolja fel. Ez a jelzés csupán a megfogalmazás eredetét és a szerzői jogokat jelzi, nem szolgál a cikkben szereplő információk forrásmegjelöléseként.

### Könyvek
- J. R. R. Tolkien. A hobbit. Európa Könyvkiadó, Budapest (2006)
- J. R. R. Tolkien. The Hobbit. HarperCollins Publishers, London (1995)
- J. R. R. Tolkien. Der kleine Hobbit. Deutscher Taschenbuch Verlag (2012)
- J. R. R. Tolkien. A Gyűrűk Ura - A Király visszatér. Európa Könyvkiadó, Budapest (1999)
- J. R. R. Tolkien. The Lord of the Rings. HarperCollins Publishers, London (1995)
- Brian Sibley. The Hobbit: The Desolation of Smaug - Official Movie Guide. HarperCollins Publishers, London (2013)

### Internet
- The Hobbit: An Unexpected Journey (2012). IMDb
- The Hobbit: The Desolation of Smaug (2013). IMDb
- The Hobbit: The Battle of the Five Armies (2014). IMDb
- A hobbit - Váratlan utazás. PORT.hu
- A hobbit - Smaug pusztasága. PORT.hu
- A hobbit - Az öt sereg csatája. PORT.hu